# 타이파섬

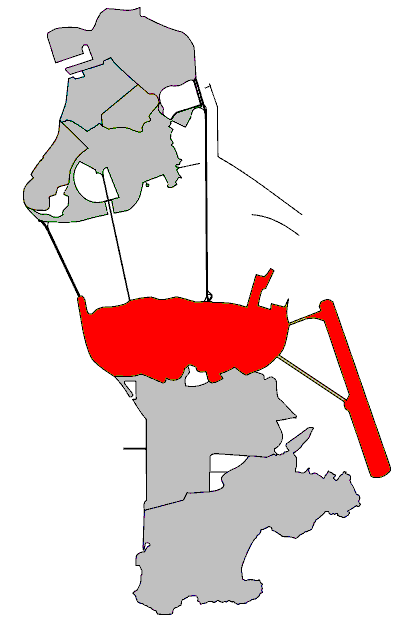
타이파의 위치

타이파섬(포르투갈어: Taipa, Ilha da Taipa) 또는 당짜이섬(중국어 간체자: 氹仔岛, 정체자: 氹仔島, 병음: Dàngzǎi Dǎo; 민난어: tiap á tó, 한국어: 당자도)은 마카오를 구성하는 섬 가운데 가장 작은 섬으로 면적은 6.33km2이다. 행정 구역상으로는 노사세뇨라두카르무 당구(포르투갈어: Freguesia de Nossa Senhora do Carmo 프레게지아 드 노사세뇨라두카르무[*]) 또는 자무 당구(중국어 간체자: 嘉模堂区, 정체자: 嘉模堂區, 병음: Jiāmú Tángqū, 한국어: 가모 당구)를 형성한다.
마카오반도에서 2.5km 정도 떨어진 곳에 위치하고 있으며 중화인민공화국 광둥성 주하이시 헝친섬(横琴島, 횡금도) 동쪽에 위치한다. 마카오 국제공항, 마카오 대학교, 마카오 기수클럽 및 마카오 스타디움이 위치하며 3개의 다리가 마카오반도와 타이파섬을 연결하고 있다. 중국에서 이주한 사람들은 남송 시대에 가장 많았으며 1851년 포르투갈이 점령했다. 매립 전까지는 다짜이섬(大仔島, 대자도)와 샤오짜이섬(小仔島, 소자도) 2개의 섬으로 구성되어 있었다.
동쪽에는 대타이파산(大氹山, 대당산, 해발 159.1m)이 있고 서쪽에는 소타이파산(小氹山, 소당산)이 있다. 섬 중부는 실트화와 간척 사업으로 평탄하게 되었다. 원래는 노당 연관 공로(Estrada do Istmo)를 통해서 콜로아느섬에 연결되었지만 매립지에 건설된 신도시 코타이는 2개의 섬을 연결하여 하나의 육지로 만들었다. 카르발류 총독 대교(Ponte Governador Nobre de Carvalho), 아미자드 대교(Ponte de Amizade), 사이방 대교(Ponte de Sai Van)를 통해 마카오 반도와 연결되어 있다.

## 교통
- 마카오 국제공항

## 관광
- 보리원
- 관음암
- 틴하우(천후궁)
- 마카오 경기장